# Aminta H. Breaux

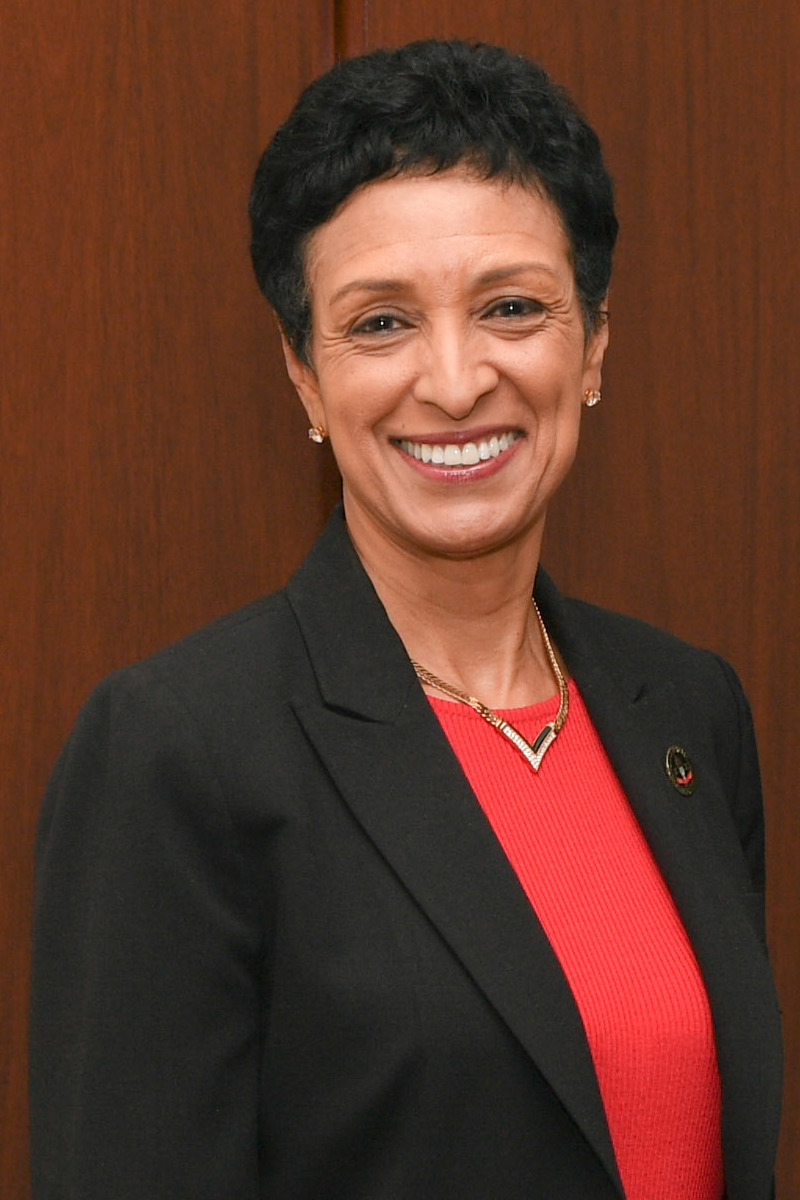
Aminta H. Breaux, 2018

 Aminta Hawkins Breaux  (* 11. Februar 1959 in Philadelphia, Pennsylvania) ist eine US-amerikanische Psychologin und Hochschullehrerin. Sie ist die erste Präsidentin der Bowie State University.

## Leben und Werk
Aminta Breaux studierte Psychologie an der Temple University und erhielt 1980 einen Bachelor-Abschluss. Sie erwarb 1986 an der University of Pennsylvania den Master of Science in psychological services in education. 2004 promovierte sie an der Temple University in Psychologie. Von 1990 bis 1995 war sie Direktorin im Career Services Center und bis 1998 im Career Management Center. Anschließend arbeitete sie bis 2000 an der Drexel University und dann war sie bis 2008 Dekanin der University of the Sciences in Philadelphia. Von 2008 bis 2014 war sie an der Millersville University Vizepräsidentin für studentische Angelegenheiten.  2014 wurde sie Vizepräsidentin für Weiterentwicklung an der Millersville University. Im Juli 2017 wurde sie 153 Jahre nach der Gründung  als erste Frau zur Präsidentin der Bowie State University ernannt.
Sie ist Absolventin des Harvard Institute for Executive Management und des Millennium Leadership Institute der American Association for State Colleges and Universities. Sie ist mit einem ehemaligen Partner der Anwaltsfirma Drinker Biddle & Reath verheiratet und hat drei Töchter.